# The Frozen Tears of Angels
The Frozen Tears of Angels es el octavo álbum de estudio por la banda italiana de power metal sinfónico Rhapsody of Fire. Fue compuesto durante el período que suspendieron las actividades concernientes a tours, debido a una batalla legal con su anterior sello, Magic Circle Music. En noviembre de 2009, firman con el conocido sello Nuclear Blast Records, bajo el cual fue lanzado este disco. Según palabras de la banda, es más orientado hacia el speed metal que el resto de sus álbumes, haciendo énfasis en las guitarras sin dejar de lado el característico sonido con arreglos orquestales y coros. Fue lanzado el 30 de abril de 2010.
No solo se orienta al speed, sino al folclor italiano y al celta (Este último ya muy habitual pero descontinuado solo en Power of the Dragonflame).
La canción Labyrinth Of Madness que viene como Bonus Track es de hecho una composición de Luca Turilli como parte de un curso en línea para el entrenamiento de sus pupilos virtuales.

## Lista de temas
| N.º | Título                                                                | Duración |  |
| 1.  | «Dark Frozen World» (Oscuro Mundo Congelado)                          | 2:11     |  |
| 2.  | «Sea Of Fate» (Mar Del Destino)                                       | 4:47     |  |
| 3.  | «Crystal Moonlight» (Luz De Luna Cristalina)                          | 4:24     |  |
| 4.  | «Reign Of Terror» (Reino Del Terror)                                  | 6:51     |  |
| 5.  | «Danza Di Fuoco E Ghiaccio» (Danza De Fuego Y Hielo)                  | 6:25     |  |
| 6.  | «Raging Starfire» (Furioso Fuego Estelar)                             | 4:55     |  |
| 7.  | «Lost In Cold Dreams» (Perdido En Sueños Helados)                     | 5:13     |  |
| 8.  | «On The Way To Ainor» (De Camino A Ainor)                             | 6:58     |  |
| 9.  | «The Frozen Tears Of Angels» (Las Lágrimas Congeladas De Los Ángeles) | 11:16    |  |

## Bonus Tracks en Digipack
| N.º | Título                                       | Duración |  |
| 10. | «Labyrinth Of Madness» (Laberinto De Locura) | 3:59     |  |
| 11. | «Sea Of Fate (Versión orquestal)»            | 3:52     |  |

## Extra (Bonus Track)
Canción extra de la edición lanzada en Japón.

| N.º | Título                                                      | Duración |  |
| 12. | «Immortal New Reign (Bonus Extra) (Nuevo Reinado Inmortal)» | 5:28     |  |

- Datos: Q939046